# Götz Kubitschek
Götz Kubitschek (Ravensburg, 17 agosto 1970) è un editore e politico tedesco di estrema destra.
Kubitschek è considerato un pensatore chiave dell'ideologia del partito Alternative für Deutschland; diversi media lo hanno definito un intellettuale di spicco del partito e del suo ambiente politico. In questo contesto, spesso si fa riferimento alla sua vicinanza a Björn Höcke, leader informale della corrente più estrema dell'AfD.

## Vita e attività politica
Nel 2001, Kubitschek è stato espulso dalla Bundeswehr a causa di un'ideologia estremista. Aveva prestato servizio come ufficiale di riserva e aveva partecipato all'operazione tedesca in Bosnia-Erzegovina. Kubitschek ha scritto per il giornale di destra Junge Freiheit ed è co-fondatore del "think tank" di estrema destra Institut für Staatspolitik (IfS), un’organizzazione classificata come estremista di destra e ostile alla costituzione dal "Verfassungsschutz", un'agenzia tedesca per la sorveglianza degli estremisti. Dal 2002 è direttore generale della casa editrice Antaios, con sede a Schnellroda in Sassonia-Anhalt. Oltre ai libri di numerosi autori e politici tedeschi di destra populista ed estrema destra, la casa editrice di Kubitschek ha anche pubblicato contributi legati a CasaPound. Ha avviato diverse campagne politiche ed è stato coinvolto nella definizione concettuale e contenutistica del „Movimento Identitario“ in Germania. Nel 2015 è apparso più volte come principale oratore alle manifestazioni di Pegida in Sassonia. Inoltre, intrattiene uno stretto scambio di opinioni con rappresentanti dell'AfD, come l'estremista di destra influente nel partito Björn Höcke o il candidato principale dell'UE Maximilian Krah. Nel 2015, Kubitschek è apparso come ospite di Matteo Salvini in un evento della Lega Nord a Roma.

## Pensiero politico
Kubitschek si basa sulla tradizione della "Rivoluzione Conservatrice" che è stata plasmata in Germania nel Novecento da pensatori come Ernst Jünger, Carl Schmitt, Oswald Spengler o Armin Mohler. Inoltre, valuta positivamente il Futurismo di Filippo Tommaso Marinetti come pure idee e scritti del fondatore della falange española Primo de Rivera.